# Таланг
Таланг — стратовулкан в Индонезии.
Находится на западе центральной части острова Суматра, недалеко от западного побережья. Он расположен в 35 километрах от города Паданг. Высота над уровнем моря на 2597 метров. В кальдере вулкана образовалось два озера, крупнейшим из которых 1 х 2 км в ширину и называется Озеро Таланг.
Зафиксированы извержения в 1833, 1843, 1845, 1876, 1963, 1967 и 1968 годах.